# Enrique Marzo y Feo
Enrique Marzo y Feo (Alcalá de Henares, 1819 - 1892) fue un músico español, adscrito a la corriente del Romanticismo. 

## Biografía
A los veinte años de edad fue nombrado músico mayor de un regimiento de caballería, desarrollando el mismo cargo en otros similares. Fue uno de los fundadores de la Sociedad de Conciertos y profesor de oboe en el Teatro Real de Madrid. Escribió diversas composiciones musicales, y sobre todo, un Método de oboe con nociones de corno inglés, que llegó a ser un libro de texto en el Conservatorio de Madrid.